# Neptis nina
Neptis nina är en fjärilsart som beskrevs av Otto Staudinger 1895. Neptis nina ingår i släktet Neptis och familjen praktfjärilar. Inga underarter finns listade i Catalogue of Life.